# 21. studenoga
21. studenoga (21. 11.) 325. je dan godine po gregorijanskom kalendaru (326. u prijestupnoj godini).
Do kraja godine ima još 40 dana.

## Događaji
- 1620. – Engleski brod Mayflower pristao je u Cape Codeu, (Massachusetts).
- 1803. – Vođa razbojnika Johann Bückler i njegovih 19 pratilaca giljotinirani su u Mainzu: Bückler je uživao veliku popularnost kod siromašnih seljaka jer je njegova banda pljačkala bogate trgovce i priređivala veselice za obični puk.
- 1818. – u Aachenu je završio Aachenski kongres između država Svete Alijanse.
- 1898. – Marie Curie i Pierre Curie otkrili su radij.
- 1914. – Prema Naredbi je zastava Trojedne Kraljevine "crveno-bijelo-modra u kraljevinama Hrvatskoj i Slavoniji narodna zastava, koja se sa sjedinjenim grbovima kraljevina Hrvatske, Slavonije i Dalmacije, proviđena krunom sv. Stjepana, u poslovima autonomnim imade upotrebljavati za službenu zastavu".
- 1914. – Ban Trojednoga kraljevstva Ivan Skerlecz ponovno donosi odluku kojom potvrđuje da se službeno u tome kraljevstvu može koristiti isključivo grb s Krunom sv. Stjepana, što dokazuje da ova kruna zbog nastojanja ugarskih vlasti oko mađarizacije nije bila sasvim prihvaćena, pa je rabljena inačica s drugačijim krunama, a ponekad i bez kruna, kao što je slučaj na krovu crkve sv. Marka na Gornjem gradu u Zagrebu.
- 1918. – Prihvaćena je državna zastava Estonije, čije je ime na estonskom sinimustvalge (doslovno plavo-crno-bijelo).
- 1996. – Prosvjedi za opstanak Radija 101 na Trgu bana Jelačića.
- 2007. – Hrvatska nogometna reprezentacija na Wembleyu pobijedila Englesku s 3:2 i tako ih izbacila s EURA 2008., što je predstavljalo najveće iznenađenje kvalifikacija. Umjesto Engleske, na EURO se uz Hrvatsku, plasirala Rusija.

| - 1694. – Voltaire, francuski književnik, povjesničar i filozof († 1778.) - 1804. – Wilhelm Waiblinger, njemački pjesnik i pisac († 1830.) - 1824. – Theodor Richter, njemački kemičar i mineralog ( † 1898.) - 1882. – Gioacchino Laurenti, talijanski esperantist († 1955.) - 1902. – Isaac Bashevis Singer, američki književnik židovskog podrijetla († 1991.) - 1925. – Veljko Kadijević, general armije JNA - 1963. – Nicollette Sheridan, britanska glumica - 1965. – Björk, islandska pjevačica - 1988. – Eric Frenzel, njemački nordijski kombinatorac | - 1555. – Georgius Agricola - 1695. – Henry Purcell, engleski skladatelj (* 1659.) - 1811. – Heinrich von Kleist, njemački književnik (* 1777.) - 1870. – Karel Jaromír Erben - 1916. – Franjo Josip I., austrijski car i ugarsko-hrvatski kralj (* 1830.) - 1952. – Pere Ljubić, hrvatski književnik (* 1901.) - 1968. – Ellsworth Paine Killip, američki botaničar (* 1890.) - 1985. – Ivo Serdar, hrvatski glumac (* 1933.) - 2006. – Hassan Gouled Aptidon, prvi džibutski predsjednik (* 1916.) - 2012. – Mladen Bašić, hrvatski pijanist i dirigent (* 1917.) - 2017. – Josip Pino Glažar, hrvatski nogometni sudac (* 1943.) - 2022. – Mladen Vasary, hrvatski glumac i kazališni pedagog (* 1954.) |

## Blagdani i spomendani
- spomendan Prikazanja Blažene Djevice Marije u hramu (Gospa od Zdravlja)
- Pro Orantibus (Dan klauzurnih zajednica)